# Руис, Марсель
Марсель Алехандро Руис Суарес (англ. Marcel Alejandro Ruiz Suárez; род. 26 октября 2000, Мерида) — мексиканский футболист, полузащитник клуба «Толука».

## Клубная карьера
Руис родился в Мериде, в пять лет переехал в Сантьяго-де-Керетаро, является воспитанником местного клуба «Керетаро». 21 июля 2018 года в матче «Атласа» он дебютировал в мексиканской Примере. 22 августа в поединке против УНАМ Пумас Марсель забил свой первый гол за «Керетаро».

## Карьера в сборной
В 2019 году в составе олимпийской сборной Мексики Руис принял участие в Панамериканских играх в Перу. На турнире он сыграл в матчах против команд Аргентины, Эквадора, Гондураса и Уругвая.